# فرنسيس ناثانيل بورتون
فرنسيس ناثانيل بورتون (بالإنجليزية: Francis Nathaniel Burton)‏ هو سياسي كندي، ولد في 26 ديسمبر 1766، وتوفي في 27 يناير 1832. انتخب عضو مجلس النواب في برلمان أيرلندا وانتخب نائب في البرلمان ‏.